# 櫨塚町

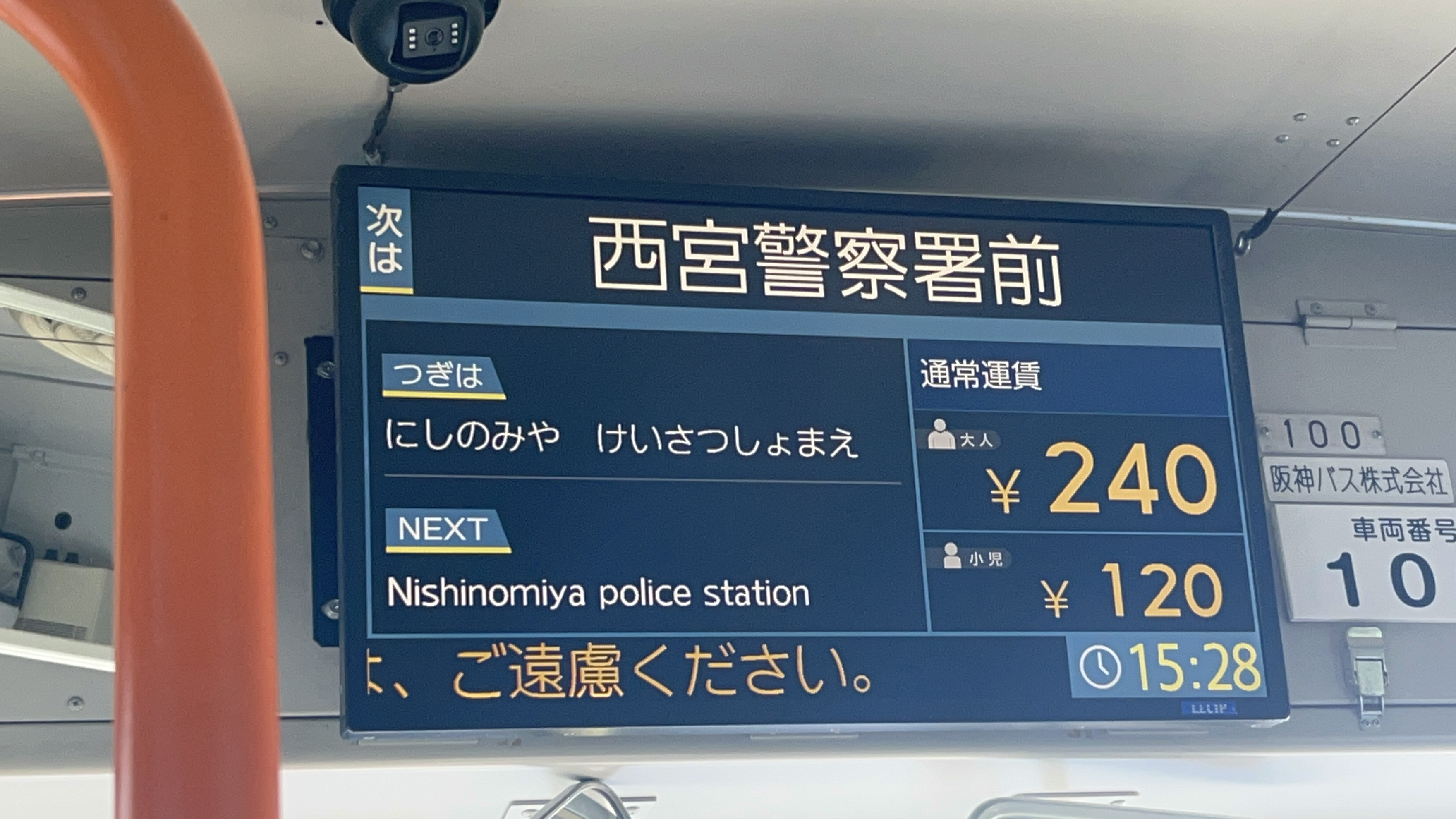
阪神バス西宮警察署前停留所案内

櫨塚町（はぜつかちょう）は、兵庫県西宮市にある町丁。郵便番号は662-0854。座標: 北緯34度44分25.321秒 東経135度20分36.146秒 / 北緯34.74036694度 東経135.34337389度

## 地理
東は津田町、西は江上町、南は六湛寺町、北は中前田町と隣接している。

## 交通

### 鉄道
鉄道は走っていない

### バス
| 路線名     | 業者     | 起点     | 町内の停留所                                  | 終点     |
| ---------- | -------- | -------- | --------------------------------------------- | -------- |
| 西宮山手線 | 阪神バス | （環状） | （六湛寺町 西福町）-西宮警察署前-（中前田町） | （環状） |
| 鷲林寺線   | 阪神バス | （環状） | （六湛寺町 西福町）-西宮警察署前-（中前田町） | （環状） |

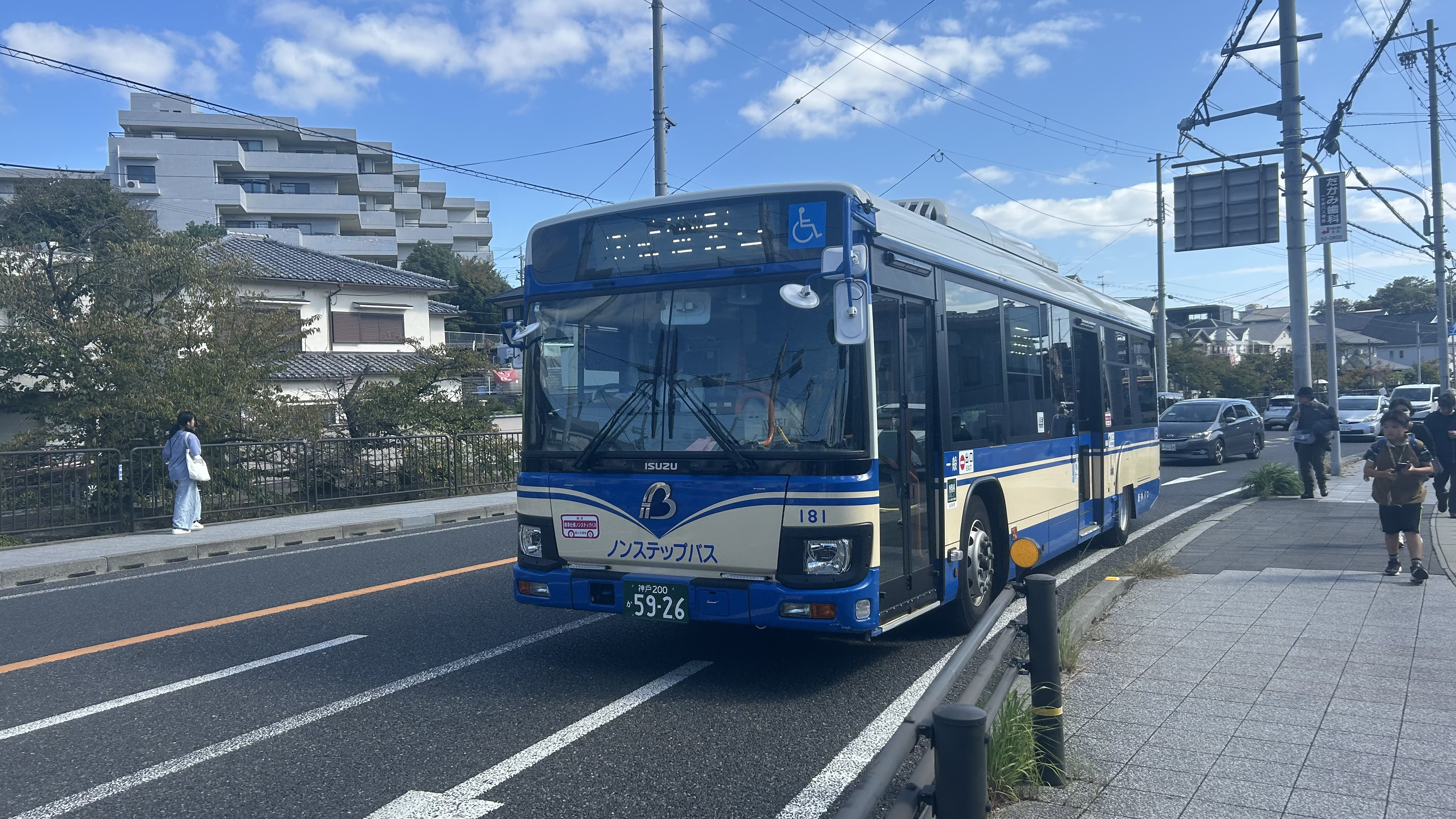
西宮山手線

## 校区
出典:
| 区域 | 小学校     | 中学校     |
| ---- | ---------- | ---------- |
| 全域 | 安井小学校 | 大社中学校 |

## 施設
- 兵庫県西宮庁舎
- ファミリーマート 西宮炉塚町店
- ジョリーパスタ 西宮店